# Powiat Köthen
Powiat Köthen (niem. Landkreis Köthen) – był do 1 lipca 2007 powiatem w niemieckim kraju związkowym Saksonia-Anhalt. Tereny powiatu Köthen aktualnie należą do powiatu Anhalt-Bitterfeld.
Stolicą powiatu Köthen był Köthen (Anhalt).

## Miasta i gminy
| - 1. Aken (Elbe), miasto (8.917) - 2. Köthen (Anhalt), miasto (29.667) |

Wspólnoty administracyjne
| - 1. Wspólnota administracyjna Osternienburg 1. Chörau (247) 2. Diebzig (276) 3. Dornbock (372) 4. Drosa (615) 5. Elsnigk (719) 6. Großpaschleben (869) 7. Kleinpaschleben (949) 8. Libbesdorf (401) 9. Micheln (770) 10. Osternienburg (2.130) 11. Reppichau (481) 12. Trinum (412) 13. Wulfen (1.171) 14. Zabitz (518) | - 2. Wspólnota administracyjna Südliches Anhalt 1. Edderitz (1.229) 2. Fraßdorf (242) 3. Glauzig (469) 4. Görzig (1.262) 5. Großbadegast (683) 6. Gröbzig, miasto (3.161) 7. Hinsdorf (522) 8. Libehna (271) 9. Maasdorf (378) 10. Meilendorf (250) 11. Piethen (264) 12. Prosigk (752) 13. Quellendorf (1.027) 14. Radegast, miasto (1.221) 15. Reupzig (328) 16. Riesdorf (135) 17. Scheuder (347) 18. Schortewitz (696) 19. Trebbichau an der Fuhne (368) 20. Weißandt-Gölzau (1.868) 21. Wieskau (314) 22. Zehbitz (374) |